# Sadney Urikhob
Sadney Urikhob (n. Windhoek, Namibia, 20 de enero de 1992) es un futbolista namibio. Juega como delantero y su actual equipo es el PSMS Medan de la Liga 1 de Indonesia.

## Selección nacional
Ha disputado 7 partidos con la Selección Nacional, desde su debut en un partido eliminatorio contra la Selección de Yibuti, el 11 de noviembre de 2011. Allí marcó el cuarto gol de la victoria 0 - 4. 

### Goles con la selección nacional
| Gol | Fecha                   | Sede                                                   | Oponente | Marcador | Resultado | Competencia       |
| --- | ----------------------- | ------------------------------------------------------ | -------- | -------- | --------- | ----------------- |
| 1.  | 11 de noviembre de 2011 | Estadio Nacional Hassan Gouled Aptidon, Yibuti, Yibuti | Yibuti   | 0 - 4    | 0 – 4     | Eliminatoria 2014 |
| 2.  | 15 de noviembre de 2011 | Estadio Sam Nujoma, Katutura Central, Namibia          | Yibuti   | 4 - 0    | 4 – 0     | Eliminatoria 2014 |

## Estadísticas

### Clubes
La siguiente tabla detalla los encuentros disputados y los goles marcados por Urikhob en los clubes en los que ha militado.
| Club                 | Temporada           | Liga | Liga | Copas Nacionales * | Copas Nacionales * | Copas Internacionales ** | Copas Internacionales ** | Total | Total |
| Club                 | Temporada           | PJ   | G    | PJ                 | G                  | PJ                       | G                        | PJ    | G     |
| -------------------- | ------------------- | ---- | ---- | ------------------ | ------------------ | ------------------------ | ------------------------ | ----- | ----- |
| FC Civics Namibia    | 2012 - 2013         | 0    | 0    | 0                  | 0                  | 0                        | 0                        | 0     | 0     |
| FC Civics Namibia    | Total               | 0    | 0    | 0                  | 0                  | 0                        | 0                        | 0     | 0     |
| AmaZulu FC Sudáfrica | 2013 - 2014         | 3    | 0    | 0                  | 0                  | 0                        | 0                        | 3     | 0     |
| AmaZulu FC Sudáfrica | 2014 - 2015         | 0    | 0    | 0                  | 0                  | 0                        | 0                        | 0     | 0     |
| AmaZulu FC Sudáfrica | Total               | 3    | 0    | 0                  | 0                  | 0                        | 0                        | 3     | 0     |
| Total en su carrera  | Total en su carrera | 3    | 0    | 0                  | 0                  | 0                        | 0                        | 3     | 0     |